# 三菱重工名古屋硬式野球部
三菱重工名古屋硬式野球部（みつびしじゅうこうなごやこうしきやきゅうぶ）は、愛知県名古屋市に本拠地を置き、日本野球連盟に加盟していた社会人野球の企業チーム。2020年シーズンをもって活動を終了した。
母体は、三菱重工業。合宿所・練習グラウンドは、愛知県大府市に所在し、グラウンドは三菱自動車岡崎と同じ三菱大府グランドを使用している。

## 概要
1953年、新三菱重工業の名古屋製作所で『新三菱重工名古屋硬式野球部』として創部。
1957年に都市対抗野球に初出場し、1961年の都市対抗野球では準優勝となった。
1964年、本社の再編に伴い三菱重工業が発足。これに伴い、チーム名を『三菱名古屋』に改称した。
1980年、日本選手権に初出場を果たした。
1993年、1970年に母体である三菱重工業から独立し発足した三菱自動車工業の岡崎工場で新たに社会人野球チームの三菱自動車岡崎が当チームから分離独立する形で活動を開始した。これに伴い、チーム名を『三菱重工名古屋』に改称した。以降は、列強がひしめく東海地区で苦戦が続くようになり、1997年まで2大大会の本戦出場を逃していた。
2003年の都市対抗では42年ぶりの8強入りを果たし、2007年の日本選手権では準優勝となり、2018年の日本選手権では初優勝を遂げた。
2020年、三菱重工系列の野球部再編に伴い、シーズン末をもって三菱重工広島と共に活動終了、67年の歴史に幕を下ろした。

## 設立・沿革
- 1953年 - 『新三菱重工名古屋』として創部。
- 1957年 - 都市対抗野球に初出場（2回戦敗退）。
- 1961年 - 都市対抗野球で準優勝。
- 1964年 - 本社再編に伴い、チーム名を『三菱名古屋』に改称。
- 1980年 - 日本選手権に初出場（1回戦敗退）。
- 1993年 - 三菱自動車工業の岡崎工場で発足した三菱自動車岡崎が当チームから分離独立。これに伴い、チーム名を『三菱重工名古屋』に改称。
- 2007年 - 日本選手権で準優勝。
- 2018年 - 日本選手権で初優勝。
- 2020年 - 3月19日、三菱重工業は、社会人野球の三菱重工名古屋、三菱日立パワーシステムズ（横浜）、三菱重工神戸・高砂、三菱重工広島の4チームを、2021年から2チームに再編すると発表し、チーム強化策の一環で、横浜と神戸・高砂の2拠点に集約することとなり、事実上の「廃部」となる。[1][2]

## 練習場
- 三菱大府グランド

愛知県大府市横根町蓑手107-121
大府グランドでの練習は三菱重工名古屋は午後から、三菱自動車岡崎が午前中という場合が多い。

## 主要大会の出場歴・最高成績
- 都市対抗野球大会：出場26回、準優勝1回（1961年）
- 社会人野球日本選手権大会：出場9回、優勝1回（2018年）、準優勝1回（2007年）
- JABAベーブルース杯争奪大会：優勝3回（1961、1976、1986年）
- JABA静岡大会：優勝2回（2005年、2018年）
- JABA長野県知事旗争奪野球大会：優勝2回（1986、1987年）
- JABA富山市長旗争奪富山大会：優勝5回（2002、2010、2013、2016、2018年）
- JABA高砂市長杯争奪大会：優勝1回（2003年）
- JABA新潟大会：優勝1回（2009年）
- JABA高山市長旗・飛騨市長杯争奪高山大会：優勝1回（2019年）
- JABA伊勢・松阪大会：優勝2回（1966、2011年）

## 主な出身プロ野球選手
- 稲垣博愛（投手） - 1961年に国鉄スワローズに入団
- 北村照文（外野手） - キャタピラー三菱より移籍、1979年ドラフト3位で阪神タイガースに入団
- 干場崇永（投手） - 1992年ドラフト4位で千葉ロッテマリーンズに入団
- 岩下修一（投手） - チームの分離独立に伴い三菱自動車岡崎に移籍し、1999年ドラフト4位でオリックス・ブルーウェーブに入団
- 本多雄一（内野手） - 2005年大学生・社会人ドラフト5位で福岡ソフトバンクホークスに入団
- 高木勇人（投手） - 2014年ドラフト3位で読売ジャイアンツに入団
- 鈴木昂平（内野手） - 2015年ドラフト7位でオリックス・バファローズに入団
- 勝野昌慶（投手） - 2018年ドラフト3位で中日ドラゴンズに入団
- 八木彬（投手） - チームの再編に伴い三菱重工Westに移籍し、2021年ドラフト5位で千葉ロッテマリーンズに入団

## 元プロ野球選手の競技者登録
- 菊地正法（元：中日ドラゴンズ） - 投手（2010年 - 2016年）

## かつて在籍した選手・コーチ・監督
- 松本安司（外野手） - 選手として在籍。ソウルオリンピック日本代表。